# Sphaerophragmiaceae
Sphaerophragmiaceae är en familj av svampar. Sphaerophragmiaceae ingår i ordningen rostsvampar, klassen Tremellomycetes, divisionen basidiesvampar och riket svampar.